# Domènech Serra i Estruch
Domènec Serra i Estruch (Tarragona 1917 - Barcelona 2009) participà a la guerra civil espanyola com a militant comunista. Fou col·laborador de la Resistència francesa contra els nazis, guerriller antifranquista i pres polític empresonat en les presons franquistes.
Domènec Serra i Estruch nasqué a Bràfim (Tarragona) l'11 de novembre de 1917, fill d'una família d'ideologia republicana. De petit la família es traslladà a Barcelona on estudià batxillerat. Com a conseqüència dels fets d'octubre entrà en contacte amb Estat Català. Més tard, com a estudiant de medicina a la universitat, col·laborà en la fundació de la Federació Nacional d'Estudiants de Catalunya (FNEC).
Amb l'esclat de la Guerra Civil s'incorporà al PSUC i entrà a l'Escola de Guerra, de la qual sortirà oficial. Lluità als front d'Aragó i Segre amb la 27 divisió. Participa en la batalla de l'Ebre i en sortí amb la distinció de Capità d'Estat major.
Al final de la guerra, amb la derrota passà a França, on aconseguí inicialment eludir els camps de concentració. Intentà instal·lar-se a Tolosa però invadida ja França pels alemanys, fou detingut per la policia francesa i internat al camp de concentració de Moret. Els alemanys el posaren a treballar en una base submarina a Bordeus, on entrà en contacte amb la Resistència francesa, amb la qual col·laborarà fent accions de sabotatge i armades fins al final de la guerra.
Domènec Serra tornà a Espanya el 1945 amb un grup armat del PCE, però a inicis de 1946, en un combat amb la Guàrdia Civil a Colungo (Osca), en el qual moriren tres companys, fou detingut i empresonat a Barbastre, primer, i a Saragossa després. Fou jutjat en un consell de guerra, se li aplicà la llei de bandidatge i terrorisme i se'l condemnà a trenta anys de presó, dels quals en complí catorze en diverses presons, entre elles Madrid, San Miguel de los Reyes i Burgos.
Un cop complí la condemna, tornà a la seva professió mèdica i va exercí d'infermer fins a la seva jubilació el 1982.
Al final de la seva vida fou membre de l'Associació Catalana d'Ex-presos Polítics i fundador i president de l'Amical a Catalunya dels Antics Guerrillers Espanyols a França.
Domènec Serra i Estruch morí a Barcelona el 23 de setembre de 2009 a l'edat de 91 anys.